# Ahlten
Ahlten ist ein Ortsteil der Stadt Lehrte in der niedersächsischen Region Hannover.

## Geografie

### Lage
Ahlten liegt rund 5 km westlich der Kernstadt Lehrte und 10 km östlich der Landeshauptstadt Hannover. Der Ortsteil liegt zentral im Schnittpunkt der Autobahnen A 2 und A 7, das bedeutende Autobahnkreuz Hannover Ost liegt überwiegend auf Ahltener Gebiet. Das Altwarmbüchener Moor liegt nordwestlich in Teilen ebenfalls auf Ahltener Gebiet. Der Ort befindet sich im historischen Siedlungsraum des Großen Freien.

### Nachbarorte
|                                                            | Kolshorn                                    |        |
| Hannover – Stadtteil Misburg Hannover – Stadtteil Anderten | Kompassrose, die auf Nachbargemeinden zeigt | Lehrte |
|                                                            | Höver                                       |        |

## Geschichte

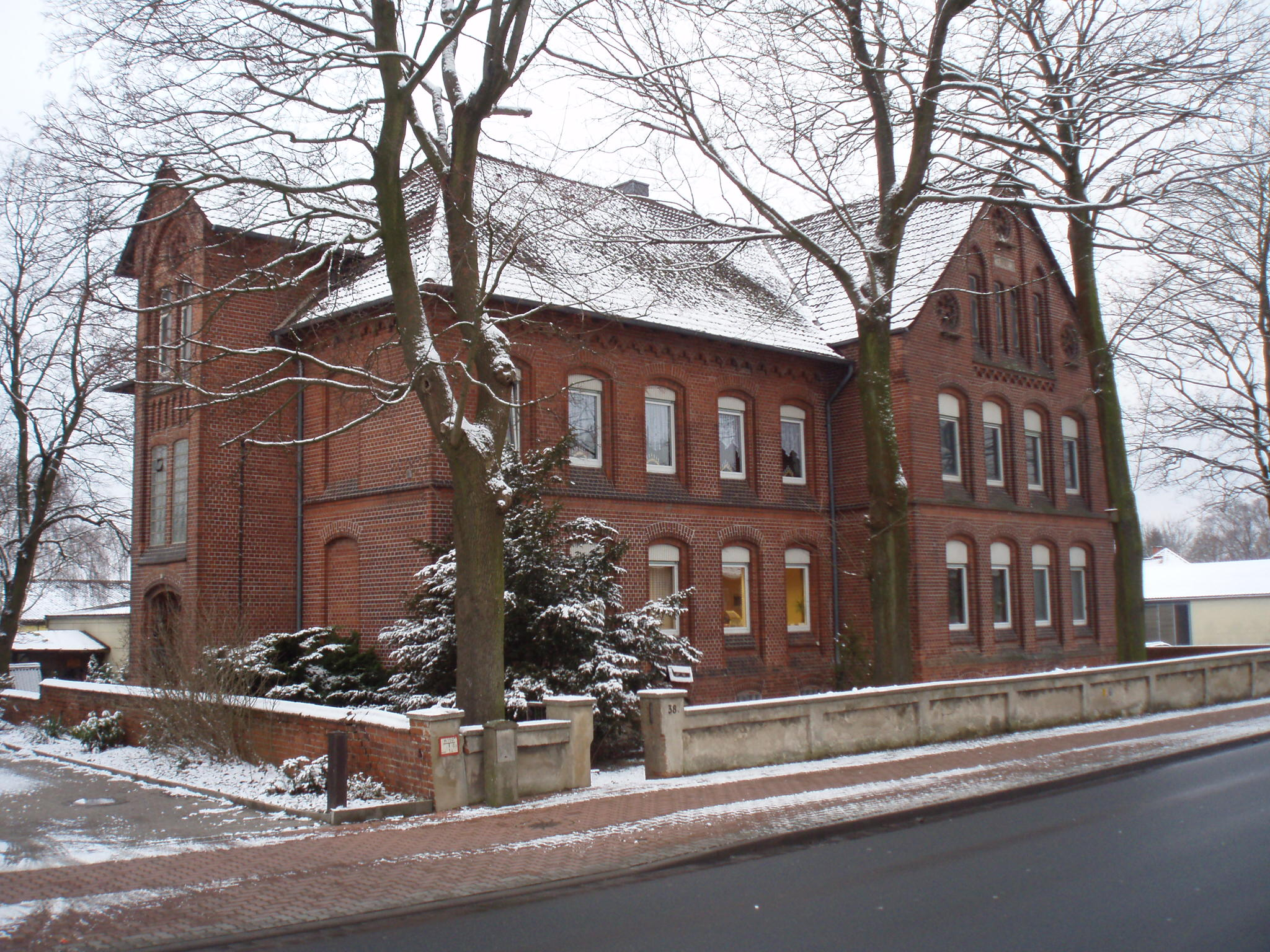
Alte Schule Ahlten

Um 800 wurde das Gebiet um Ahlten besiedelt, 865 ging es als Lehen an die Grafen von Roden. Eine erste urkundliche Erwähnung des Adelsgeschlechts von Alten mit Stammhaus Ahlten und Besitz in Förste bei Hildesheim erfolgte 1182, die des Ortes 1226. Die Edelherren von Meinersen waren in Alten begütert. Sie gaben ¼ Zehnt um 1220 als Lehen an Ludolf von Hethese. Um 1300 wurde die Kapelle Ahlten erstmals auf einer Karte dargestellt. Daher wird ihre Entstehung in diesem Zeitraum vermutet. 1349 wechselten Ahlten und Höver, die bisher zur Kirche in Kirchrode gehörten, zum Kirchspiel Ilten.
Ab 1527 hielt die Reformation in Ahlten Einzug. 1635 wurde, nachdem 1588 die Errichtung von Schulen durch die Generalinvestitur angeordnet wurde, ein erster Lehrer in Ahlten eingesetzt.
1641 und 1642 verließen die Ahltener in der Folge des Dreißigjährigen Krieges aus Angst vor Plünderungen ihr Dorf nicht unnötig. So fanden Bestattungen in dieser Zeit an der Kapelle Ahlten und nicht wie sonst üblich auf dem Friedhof Ilten statt. Da bis Kriegsende keine Gottesdienste mehr im Ort abgehalten wurden, verfiel die Kapelle. Bei Kriegsende erinnerte den Iltener Pastor der Anblick der Kapelle an einen Viehstall.

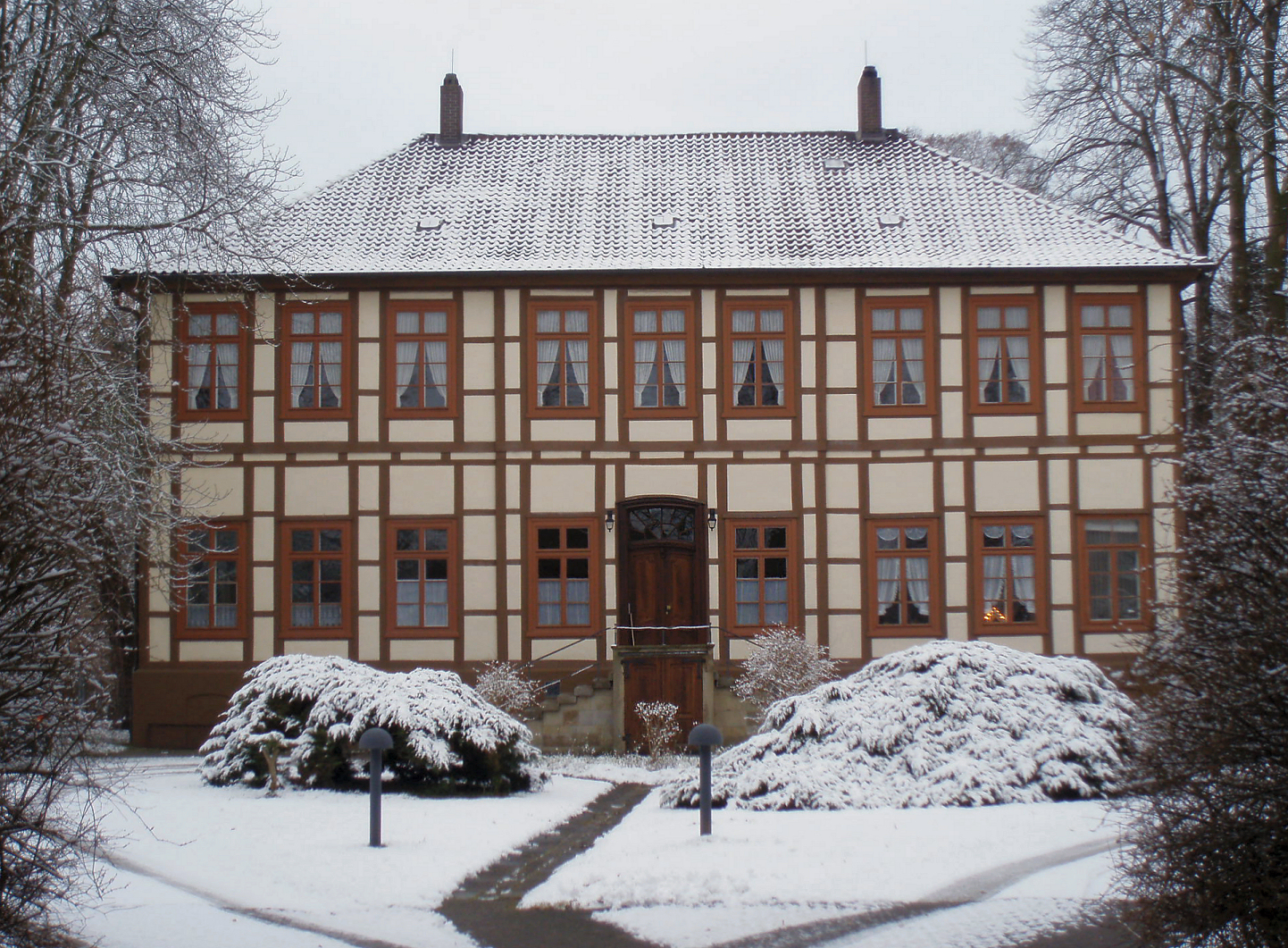
Gutshaus Ahlten auch Schlemm´sches Gut genannt

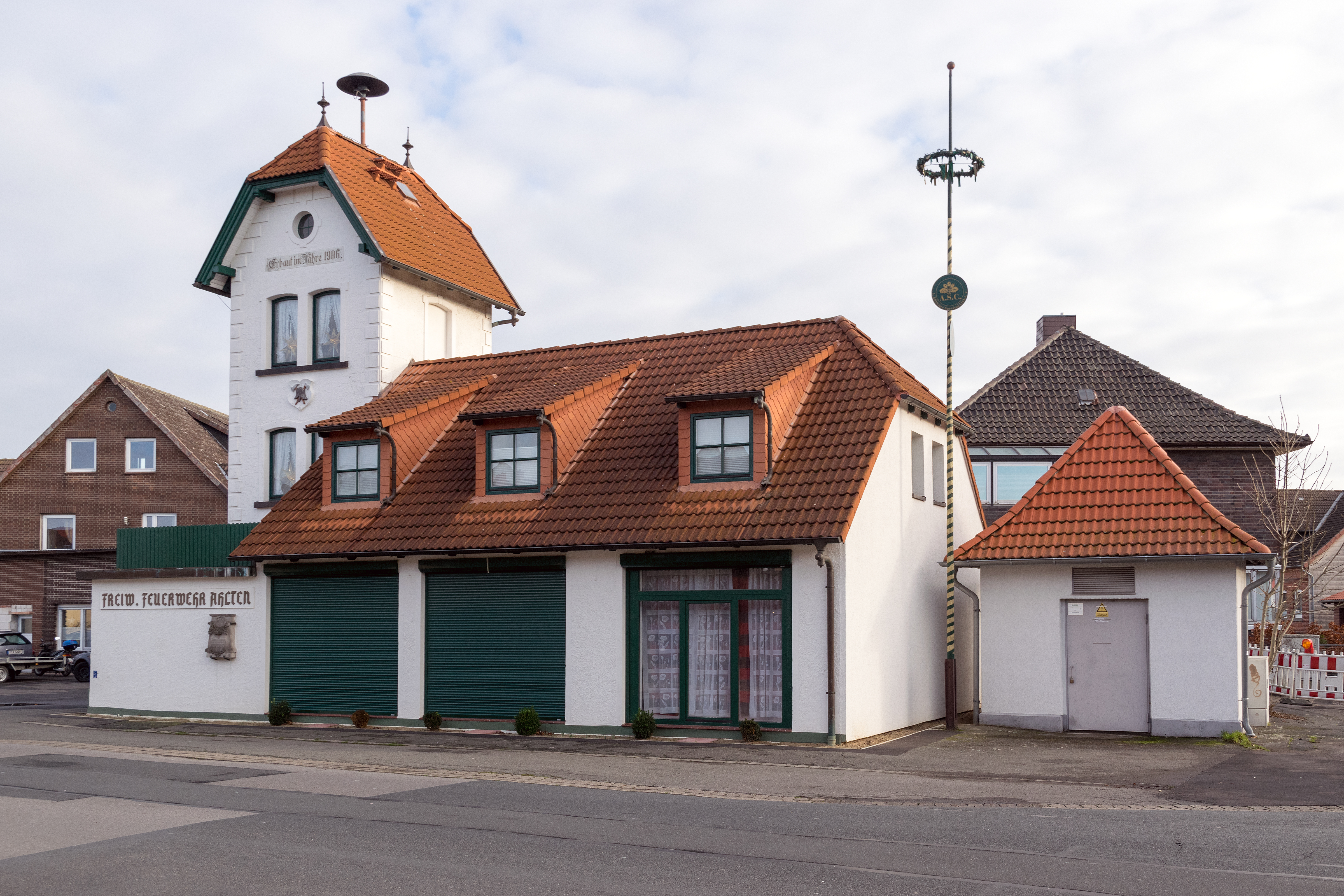
Ehemaliges Feuerwehrhaus der Freiwilligen Feuerwehr

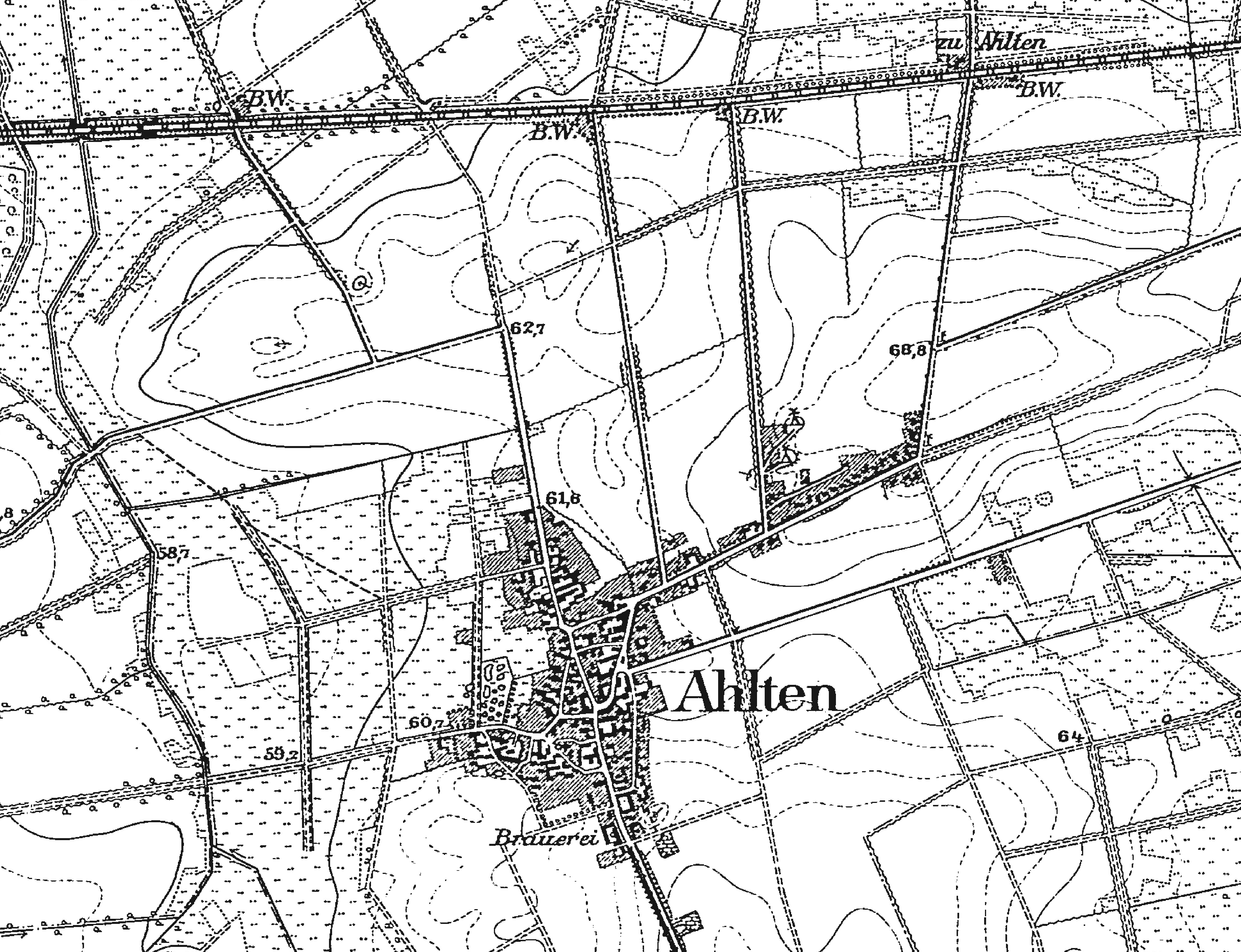
Ahlten 1896

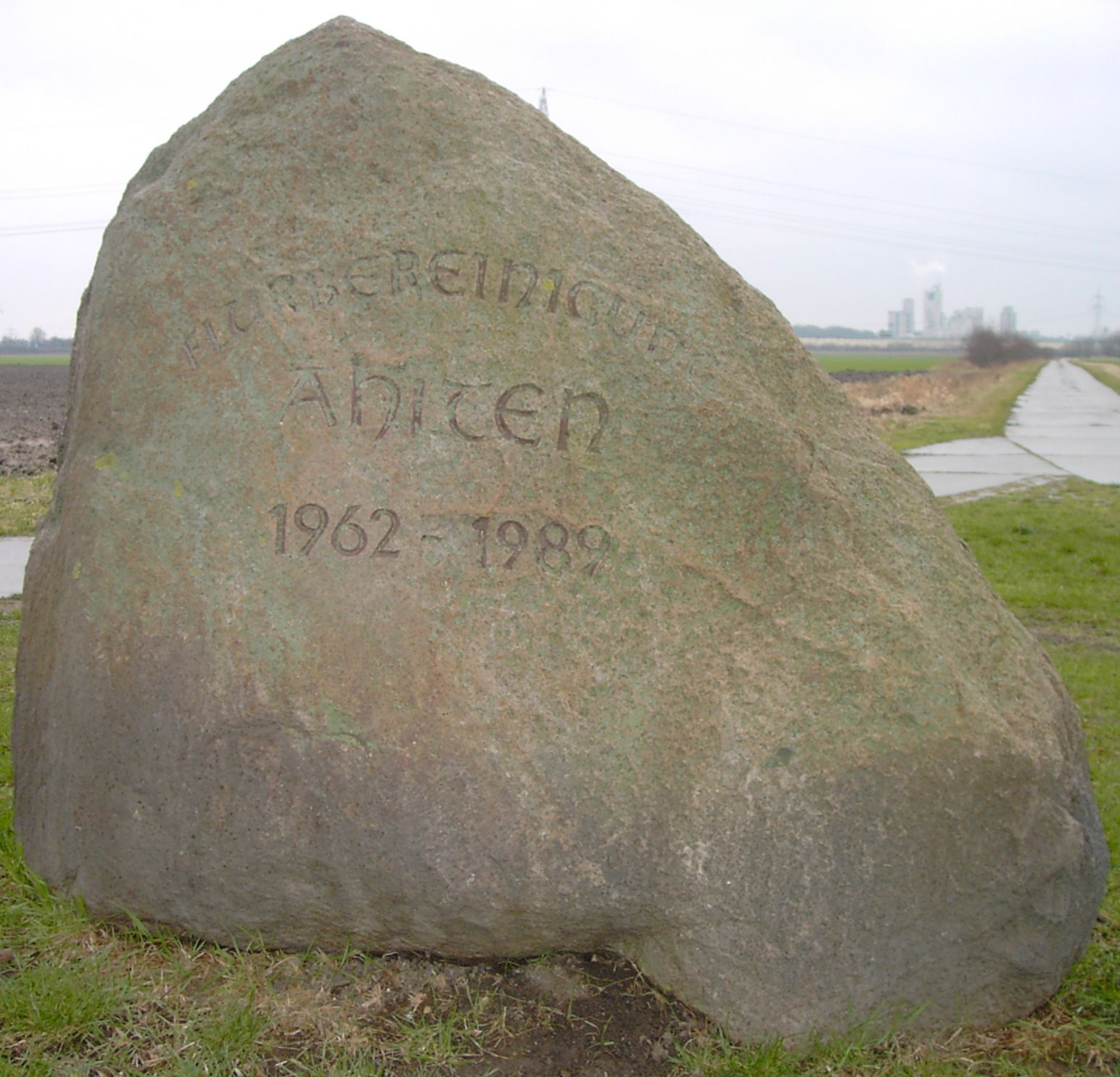
Gedenkstein zur 27 Jahre andauernden Flurbereinigung

1648 veranlasste der Iltener Pastor den Bau einer neuen Schule hinter der Kapelle. 1732 erhielt Ahlten eine Brauerei. Der Schießsport wird 1734 erstmals urkundlich erwähnt. 1750 erfolgte die Einführung der Brandversicherungspflicht im Königreich Hannover. Dies war für Ahlten besonders erforderlich, hatte es doch immer wieder verheerende Brände in der Ortschaft gegeben. 1781 erwarb Justus Ludwig Schlemm das Gut Ahlten, das seither seiner Familie gehört. 1795 bezogen die Ahltener Schüler ein neues Schulhaus, da das alte in schlechtem baulichem Zustand war.
Von 1842 bis 1843 fanden die baulichen Arbeiten der Eisenbahnstrecke Hannover–Braunschweig auf Ahltener Gebiet statt. Von 1853 bis 1864 fand eine erste Flurbereinigung (Verkoppelung) statt, deren Kosten aus den Entschädigungen der Königlichen Eisenbahnverwaltung für den Bau der Strecke Hannover–Braunschweig bestritten wurden. 1859 endete die Jahrhunderte andauernde Zugehörigkeit zum Amt Ilten da dieses zu diesem Zeitpunkt im Amt Burgdorf aufging. 1884 wurde Ahlten im Zuge der preußischen Verwaltungsreform dem neu gegründeten Kreis Burgdorf zugeschlagen.
1889 wurde die Freiwillige Feuerwehr gegründet, 1896 der „Turn- und Sportgemeinschaft von 1896 e. V.“
Von 1897 bis 1945 war Ahlten an die Straßenbahnlinie Hannover-Sehnde angeschlossen. Nach Zerstörung der Fahrleitung wurde der Betrieb im Sommer 1945 eingestellt. Bis 1960 gab es südlich des Ortes bei der sogenannten „Schmierfabrik“ zwischen Ahlten und Ilten eine Haltestelle der Straßenbahnlinie 15.
1898 hielt die elektrische Stromversorgung Einzug im Ort, 1904 folgten die ersten Telefonanschlüsse. Das Umspannwerk der PreussenElektra ging 1929 in Betrieb, ab 1931 errichtete die PreussenElektra Wohngebäude für ihre Mitarbeiter. 1933 wurde eine Badeanstalt eingeweiht.
Von 1934 bis 1936 erfolgte der Bau der Reichsautobahn Hannover–Berlin durch den Ahltener Wald. Dabei entstand der Blaue See. 1941 bis 1945 erhielt Ahlten mehrere Treffer durch Brandbomben der Alliierten, was zu schweren Schäden führte. Durch den Zweiten Weltkrieg verloren mindestens 200 Ahltener, Soldaten wie Zivilisten ihr Leben, einschließlich der Verluste unter den aus den ehemaligen deutschen Ostgebieten nach Ahlten Vertriebenen.
1952 begann die Ausbeutung der Erdölvorkommen. 1995 wurde die Erdölförderung eingestellt, was immerhin Voraussetzung dafür war, dass 1999 der unterirdische Erdgasspeicher in Betrieb genommen werden konnte.
Ab 1960 wurde für den Bau der Autobahn Kassel–Hamburg der Blaue See als Rohstoffquelle für Sand und Kies erheblich erweitert. 1962 begann die Flurbereinigung und Anlage eines Friedhofs (bis dahin gab es in Ilten einen gemeinsamen Friedhof). 1966 siedelte sich das Rechenzentrum der Genossenschaftsbanken (GRZ) an. Das neue Rathaus Zum Großen Freien 42 wurde 1968 bezogen.
1979 erhielt Ahlten östlich eine Umgehungsstraße, die Landesstraße 385 von der Bundesstraße 65 nach Lehrte, 1986 wurde ein neues Feuerwehrhaus eingeweiht. Die Flurbereinigung wurde 1989 abgeschlossen.
Im Rahmen von Erweiterungsarbeiten an den Bahngleisen wurde 2000 die Brücke über die Eisenbahnstrecke Hannover–Lehrte im Verlauf der Kreisstraße 122 von Ahlten nach Kolshorn neu gebaut.
Ahlten war lange Zeit Sitz der Genossenschaftlichen Rechenzentrale der Volks- und Raiffeisenbanken in Norddeutschland (GRZ). Nach der Fusion mit der GAD (Gesellschaft für Automatische Datenverarbeitung) in Münster am 1. Juli 2001 erfolgte die Standortschließung zum 31. März 2005.
2005 feierte die evangelische Gemeinde die Einweihung eines neuen Gemeindezentrums.
2009 wurde eine Erweiterung der Kläranlage vorgenommen, da durch die Neuausweisung von Baugrundstücken seit 1997 die Bevölkerung um ein Fünftel gewachsen war.

### Ortsname
Frühere Ortsnamen von Ahlten waren in den Jahren 1182 Alethen und Althen, 1183 Alten, vor 1202 Alethen, um 1226 Alten und 1264 Alten. Im zweiten Teil des Namens steckt das germanische „-tūn“ für „Siedlung, Ort“, welches erst einzelsprachlich (und damit später) auch „Zaun“ bedeutete. Im ersten Teil des Namens vermutet man, wie bei den Ortsnamen Ahlem (Ortsteil von Hannover), Aalen (Noord-Brabant), Ohlum (Landkreis Peine), Ålem und weiteren Parallelen, eine Verbindung mit dem in Gewässernamen gut bezeugten indogermanischen „*el-/*ol-“, welches für „Wasser, feucht, fließen“ steht.

### Eingemeindungen
Im Rahmen der Gebietsreform in Niedersachsen wurde der Gebietsänderungsvertrag mit den Orten der „neuen Stadt Lehrte“ 1973 abgeschlossen. Am 1. März 1974 wurde auf äußeren Druck der Zusammenschluss mit den anderen Gemeinden zur Stadt Lehrte vollzogen. Durch diese Gebietsreform ging die Eigenständigkeit als Samtgemeinde verloren. Davor gehörte Ahlten zum Landkreis Burgdorf.

### Einwohnerentwicklung
| Jahr      | 1885  | 1910  | 1925  | 1933  | 1939  | 1950  | 1956  | 1961  | 1970  | 1973   | 2010   | 2016  |
| --------- | ----- | ----- | ----- | ----- | ----- | ----- | ----- | ----- | ----- | ------ | ------ | ----- |
| Einwohner | 930   | 1556  | 1697  | 1719  | 1927  | 3885  | 3384  | 3341  | 3384  | 3503   | 5410   | 5493  |
| Quelle    | [ 6 ] | [ 7 ] | [ 6 ] | [ 6 ] | [ 6 ] | [ 8 ] | [ 8 ] | [ 9 ] | [ 9 ] | [ 10 ] | [ 11 ] | [ 1 ] |

|  |

## Politik

### Ortsrat
Der Ortsrat setzt sich aus neun Ratsmitgliedern zusammen. Aufgrund der Zugehörigkeit zum Stadtrat Lehrte hat der Ortsrat zusätzlich ein beratendes Mitglied (FDP).
| Partei / Liste        | Sitze 2021 | Sitze 2016 |
| CDU                   | 5          | 5          |
| SPD                   | 3          | 3          |
| BÜNDNIS 90/DIE GRÜNEN | 1          | 1          |

(Stand: Kommunalwahl 12. September 2021)

### Ortsbürgermeister
Ortsbürgermeisterin ist Heike Koehler (CDU).

### Wappen
Der Entwurf des Kommunalwappens von Ahlten stammt von dem Heraldiker Carl Wenzel, der zahlreiche Wappen in der Region Hannover erschaffen hat. Das Wappen wurde am 22. August 1939 durch den Oberpräsidenten der Provinz Hannover verliehen.
| Wappen von Ahlten | Blasonierung: „Geteilt von Rot und Silber. Oben der goldene, blau-bewehrte Löwe der „Freien“, unten ein Schrägrechtsbalken aus sieben roten, mit goldener Perle belegten Rauten (von Alten).“ |
| Wappen von Ahlten | Wappenbegründung: Der zum „Großen Freien“ gehörende Ort ist Stammsitz des altfreien Geschlechts von Alten. Wegen der Zugehörigkeit zum „Großen Freien“ führt die Gemeinde Ahlten – wie die anderen Gemeinden dieses Gebietes – im Wappen den goldenen Löwen auf rotem Grund. Die sieben roten Rauten mit den goldenen Perlen sind dem Wappen der Familie „von Alten“ entnommen, die in Ahlten ihrem Stammsitz hatte. Am 14. September 1937 hat der damalige Senior dieser Familie, Oberstleutnant a. D. Siegfried von Alten, die Genehmigung zur Verwendung des Familienwappens erteilt. |

- Das Wappen der ehemaligen Gemeinde wird auch heute verwendet. Für die Rechtsnachfolgerin der Gemeinde Ahlten obliegt dem Bürgermeister der Stadt Lehrte die Genehmigung zur Verwendung des Wappens. Dazu ist der Ortsrat zu hören.[16]

## Kultur und Sehenswürdigkeiten

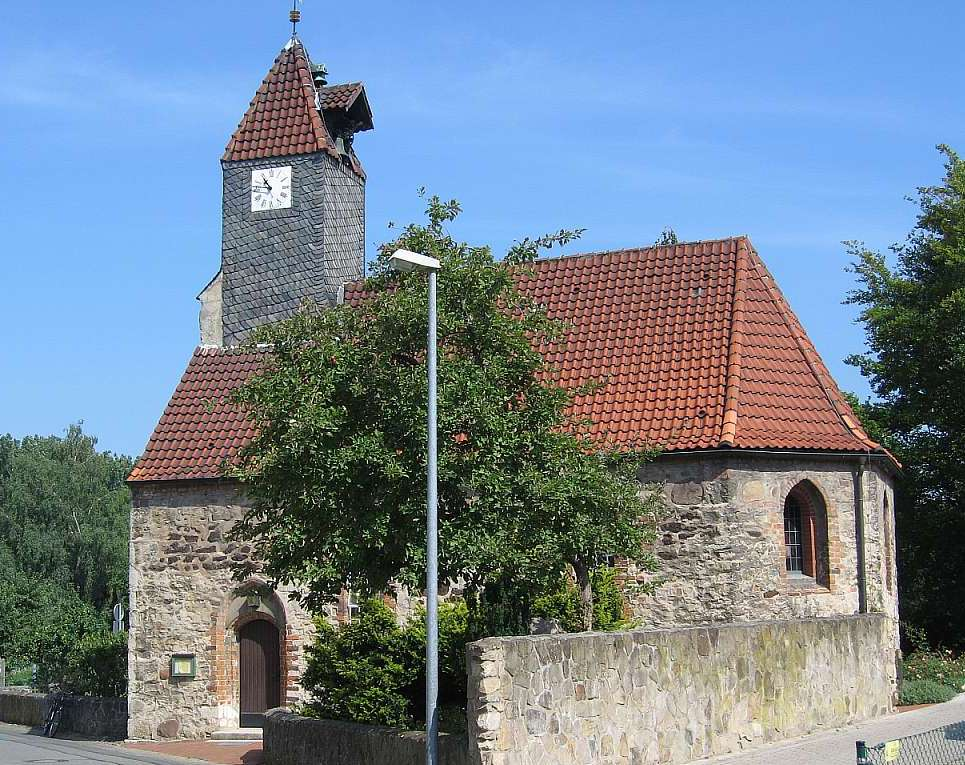
Ev. Kapelle der Martinsgemeinde

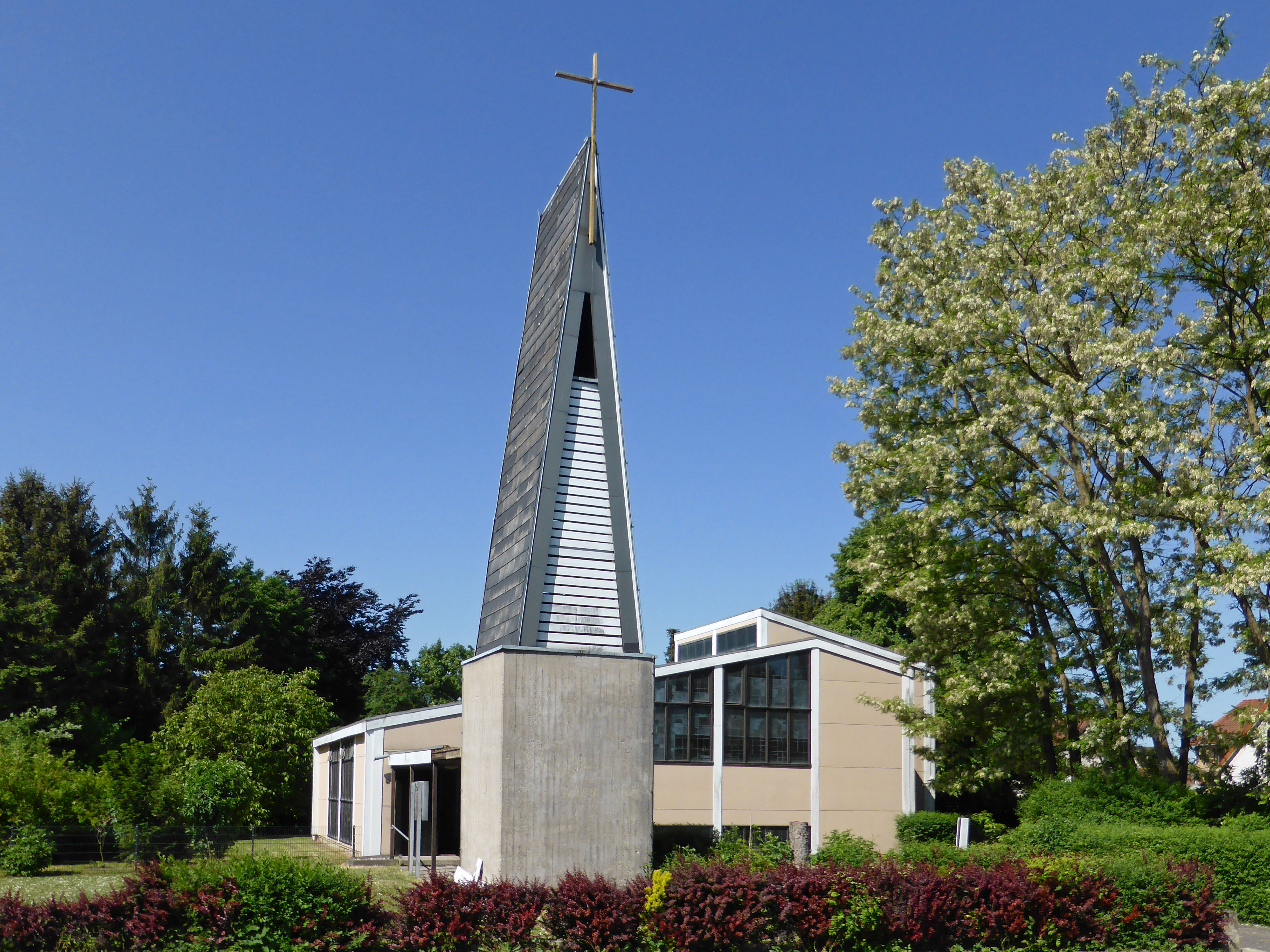
Kath. St.-Theresia-Kirche

### Kirchen
Mit der Gründung des Bistums Hildesheim 815 hielt das Christentum in der Region Einzug. Mit dem Bau des romanischen Kirchturms in Ilten 1030 schaffen sich die Christen der Gegend ein erstes sakrales Bauwerk. In Ahlten ist die Kapelle seit ungefähr 1300 das kirchliche Zentrum. Sie wurde aus Fels- und Bruchsteinen in frühgotischem Stil errichtet. 1873 renovierten die Ahltener ihre Kapelle. Die Glocke der Kapelle aus dem Jahr 1653 fiel 1907 beim Läuten aus ihrer Befestigung und wurde beim Aufprall zerstört, eine neue Bronzeglocke wurde 1911 angeschafft.
1961 wurde ein Fresko aus der Zeit um 1300 freigelegt. Es zeigt den Weg zum Jüngsten Gericht.
Seit nach 1945 auch viele Katholiken vornehmlich aus den ehemaligen deutschen Ostgebieten in Ahlten lebten, wurde die Kapelle von 1945 bis zur Einweihung einer eigenen Kirche 1971 auch von der katholischen Gemeinde für ihre Gottesdienste genutzt. Die Kapelle dient heute der evangelischen Martinsgemeinde Ahlten als Kirche und ist Bestandteil des 2005 durch Zukauf und Umbau des ehemaligen Edelerhofs entstandenen neuen Gemeindezentrums.
2008 wurde die vorhandene Orgel durch eine aus Hannover stammende, gebrauchte Hillebrand-Orgel von 1969 ersetzt. Die Martinsgemeinde gehört heute zum Kirchenkreis Burgdorf.
Die katholische St.-Theresia-Kirche ist eine Filialkirche der Pfarrgemeinde St. Bernward in Lehrte. Die nach Therese von Lisieux benannte Kirche befindet sich an der Straße „Breite Riede“. Sie wurde nach Plänen von Josef Fehlig als Fertigteilkirche mit freistehendem Glockenturm erbaut, ihre Innenausstattung entwarf Claus Kilian. Am 31. Juli 1971 erfolgte ihre Grundsteinlegung durch Generalvikar Adalbert Sendker, und am 19. Dezember 1971 wurde sie durch Weihbischof Heinrich Pachowiak geweiht. Die koptisch-orthodoxe Kirche, Mitnutzer der St.-Theresia-Kirche, bezeichnet das Gotteshaus als St.-Athanasius-Kirche.

### Baudenkmale
- Martinskirche, vom 13. Jahrhundert im gotischen Stil, mit Turm als Dachreiter, Fresko von um 1300, U-förmige Empore vom Beginn des 18. Jahrhunderts
- Gutshaus Ahlten von um 1750, in Fachwerk

### Naturdenkmäler

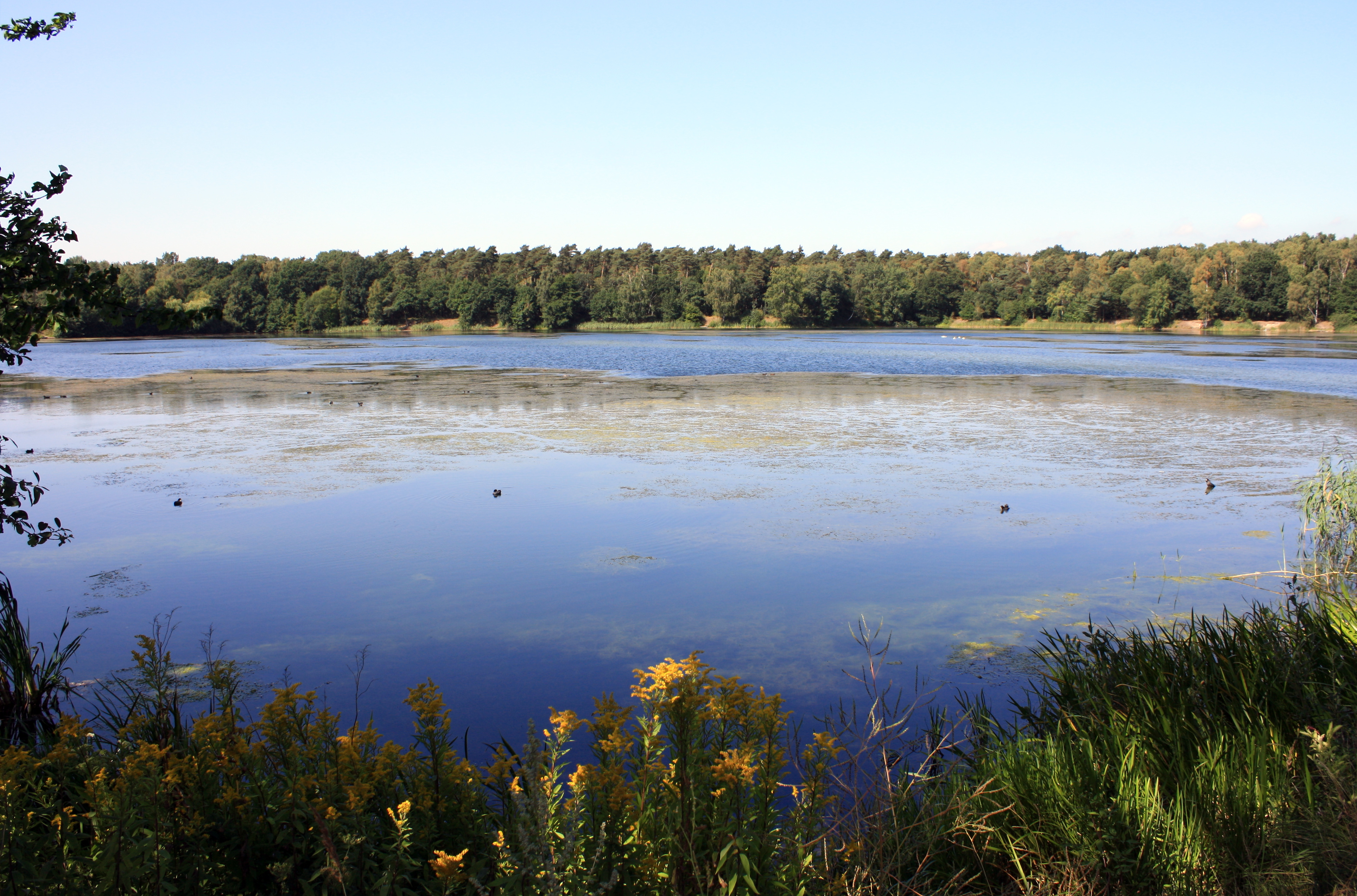
Der Blaue See am Ahltener Wald

- Ahltener Wald (Lage)

Nördlich zwischen Ahlten und Kolshorn liegt der Ahltener Wald auf Ahltener Gebiet. Teile davon gehören zum Landschaftsschutzgebiet „Altwarmbüchener Moor – Ahltener Wald“. Nördlich der A 2 und angrenzend an diese existiert das Naturschutzgebiet „In den sieben Bergteilen“. Hier haben Zauneidechsen in ehemaligen Sandabbaugruben ihren Lebensraum.
Der Ahltener Wald ist einer der Überreste des großen mittelalterlichen Nordwalds. Die bewaldete Fläche hat eine Größe von etwa 5,4 km². Der Wald ist zerschnitten von den Autobahnen A 2 und A 7.
Beim Bau der A 7 in den 1970er Jahren wurden die Überreste einer im Ahltener Wald befindlichen Burg, der Olde Burg, zerstört. Sinn und Zweck dieser Burg sind ebenso wie das Entstehungsdatum ungeklärt. Sie befand sich aber im unmittelbaren Umfeld anderer archäologischer Funde, die auf das Jahr 500 v. Chr. datiert werden.
- Blauer See (Lage)

Beim Bau der A 2 in den 1930er Jahren ist noch im Waldgebiet ein Kiesteich ausgehoben worden, der Blaue See. Dieser weist heute eine Größe von etwa 9 Hektar auf. Er befindet sich überwiegend im Besitz eines Anglervereins, der ihn für seine Zwecke nutzt. Im Sommer erfrischen sich hier viele Erholungssuchenden beim Baden. Unmittelbar neben dem Blauen See befindet sich ein weiterer, etwa 1,5 Hektar großer See in Privatbesitz. Nach dem Eigentümer wird dieser See landläufig als „Müllersee“ bezeichnet.

### Sport
In Ahlten gibt es den Sportverein TSG Ahlten (Turn- und Sportgemeinschaft Ahlten).
Sportliches Schießen kann in den Disziplinen Bogen, Gewehr und Pistole (Lichtpunktgewehr bzw. Lichtpunktpistole für Kinder) in der Schützengesellschaft Ahlten von 1734 e. V. unter fachkundiger Anleitung ausgeübt werden.

## Wirtschaft und Infrastruktur

### Unternehmen
Eine Vielzahl mittelständischer Unternehmen bildet die solide Basis der Wirtschaft. Die zentrale Lage und insbesondere die Nähe zum Messegelände Hannover begünstigt das Hotel- und Gaststättengewerbe.
Energieversorgungsstandort
Ahlten ist eine wichtige Zentrale der norddeutschen Energieversorgung, zum einen durch das Umspannwerk, zum anderen durch das Umrichterwerk der Deutschen Bahn:
Nach der Aufspaltung von E.ON Netz in einen Bereich Höchstspannung, der an die niederländische Tennet verkauft wurde, und das bei E.ON Netz verbliebene 110-kV-Netz sind in Ahlten nun zwei bedeutende Firmen der Stromversorgung angesiedelt.
- Die TenneT TSO betreibt das Höchstspannungsnetz (220-kV- und 380-kV-Stromkreise) sowie alle Offshore-Netzanbindungen in der Nordsee. Tennet unterhält hier eine von zwei Schaltleitungen in Deutschland und ein Betriebszentrum. Angegliedert ist ein Umspannwerk. Ebenfalls ist hier der Bereich Tennet Offshore angesiedelt, der sich um die Realisierung der Offshore-Netzanbindung kümmert.
- E.ON Netz unterhält eine von zwei Schaltleitungen seines Netzes. Hier wird das 110-kV-Netz überwacht und gesteuert. Im Jahre 1944 erfolgte von diesem Umspannwerk der Aufbau einer Versuchsanlage zur Hochspannungs-Gleichstrom-Übertragung nach Misburg.[22]
- E.ON Ruhrgas betrieb bis 2011 einen Untergrundspeicher für Erdgas.[23] Als Speicherraum dienten nach damaligen Erkenntnissen ausgebeutete Erdöllagerstätten. Im November 2019 begann das Unternehmen 5P Energy mit den Vorbereitungen für eine weitere Ausbeutung des Erdölfelds, welche wieder wirtschaftlich erscheint.
- Die DB Energie unterhält in der Gemarkung Ahlten einen Standort, der seit 2006 mit modernster Technik ausgestattet ist. Von hier wird der für den Bahnbetrieb erforderliche 16,7 Hz Bahnstrom für das etwa 6000 km lange Oberleitungsnetz im nordwestdeutschen Raum überwacht und gesteuert. Drei Schaltdienstleiter betätigen ungefähr 7500 ferngesteuerte Schalter. Sie sind zuständig für 29 Unterwerke (Transformation von 110.000 Volt auf 15.000 Volt Bahnstrom) sowie 26 Schaltposten und Kuppelstellen und 338 Bahnhöfe sowie Betriebsstellen.

### Verkehr
- Schiene

Ahlten verfügte früher über einen Haltepunkt im Ort an der Bahnstrecke Hannover–Braunschweig. Inzwischen ist er in eine S-Bahn-Station der Linien S 3 und S 7 umgewandelt worden. Hannover, Lehrte, Celle und Hildesheim sind von diesem Haltepunkt aus direkt zu erreichen.
| Linie | Verlauf | Takt   |
| ----- | --- | ------ |
| S 3   | Hildesheim – Harsum – Algermissen – Sehnde – Lehrte – Ahlten – Hannover-Anderten-Misburg – Hannover Karl-Wiechert-Allee – Hannover-Kleefeld – Hannover Hbf Stand: Fahrplanwechsel Dezember 2021            | 60 min |
| S 7   | Celle – Ehlershausen – Otze – Burgdorf (Han) – Aligse – Lehrte – Ahlten – Hannover-Anderten-Misburg – Hannover Karl-Wiechert-Allee – Hannover-Kleefeld – Hannover Hbf Stand: Fahrplanwechsel Dezember 2021 | 60 min |
Im Osten liegt der Güterbahnhof Lehrte im Wesentlichen auf Ahltener Gebiet. Eine Verladeanlage im Zusammenhang mit dem ebenfalls im Osten liegenden Güterverkehrszentrum ist seit 2020 in Betrieb.
- Straße

Ahlten liegt verkehrsgünstig nahe der Bundesautobahn 2 und Bundesautobahn 7. Im Süden verläuft die Bundesstraße 65.

## Persönlichkeiten

### Söhne und Töchter des Ortes
- Friedrich Harder (1891–1944), SS-Hauptscharführer und Lagerführer in Auschwitz
- Helmut Sievert (1914–1945), Fußballspieler
- Christine Bessenrodt (1958–2022), Mathematikerin
- Ingo Kantorek (1974–2019), Schauspieler

### Personen, die mit dem Ort in Verbindung stehen
- Alfred Schlemm (1894–1986), Offizier während des Ersten und Zweiten Weltkriegs, lebte in der Nachkriegszeit bis zu seinem Tode auf dem Schlemm´schen Gut in Ahlten
- Reinhard Mey (* 1942), Musiker, lebte in Ahlten[26]
- Heike Koehler (* 1967), Politikerin (CDU), Ortsbürgermeisterin von Ahlten